# بول (فیلم)
بول (انگلیسی: Bol) یک فیلم اردو زبان به کارگردانی شعیب منصور محصول سال ۲۰۱۱ کشور پاکستان است.